# Hispanien

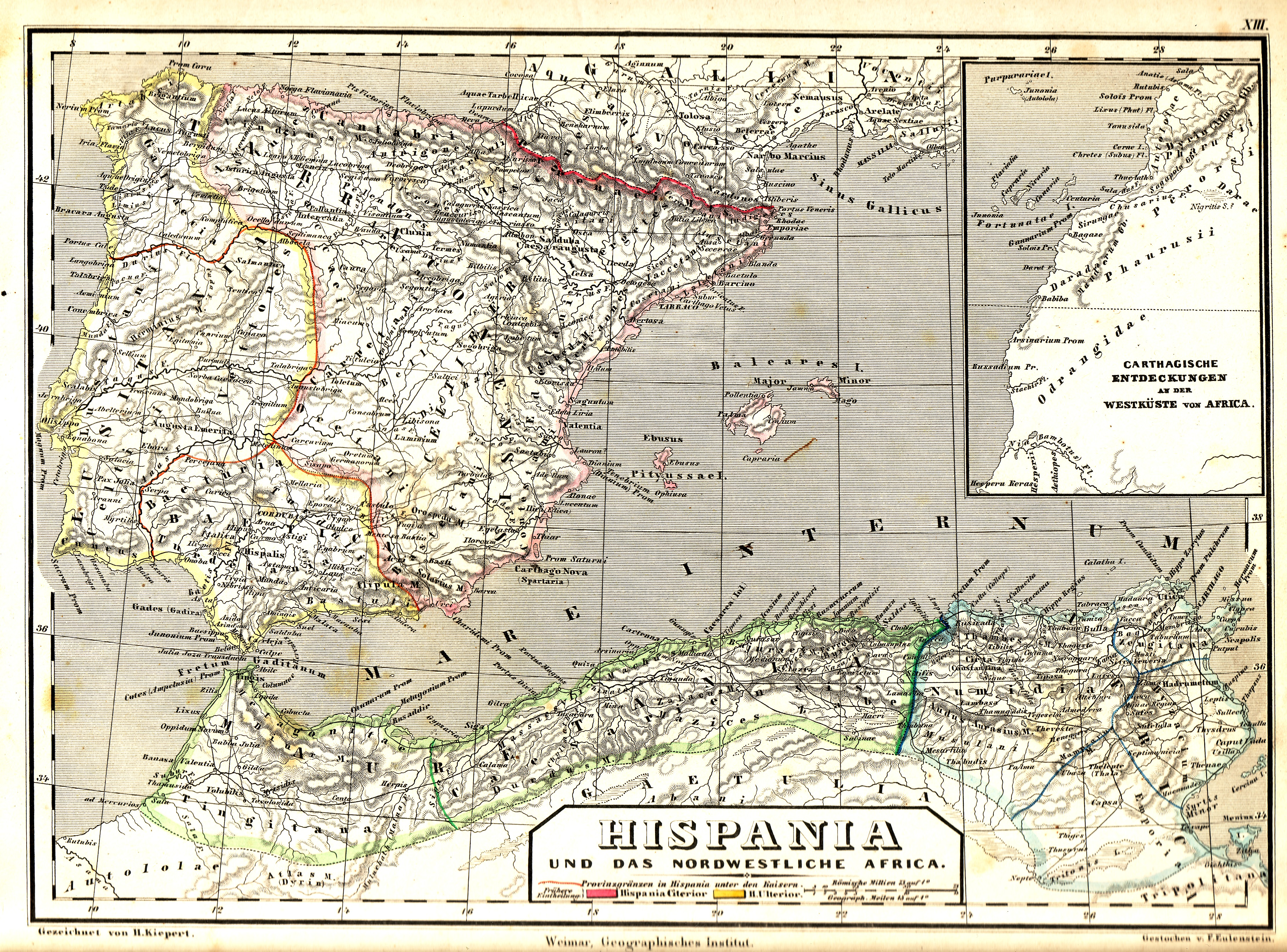
Karte der Provinzen Hispania citerior und Hispania ulterior, nach Kiepert 1861

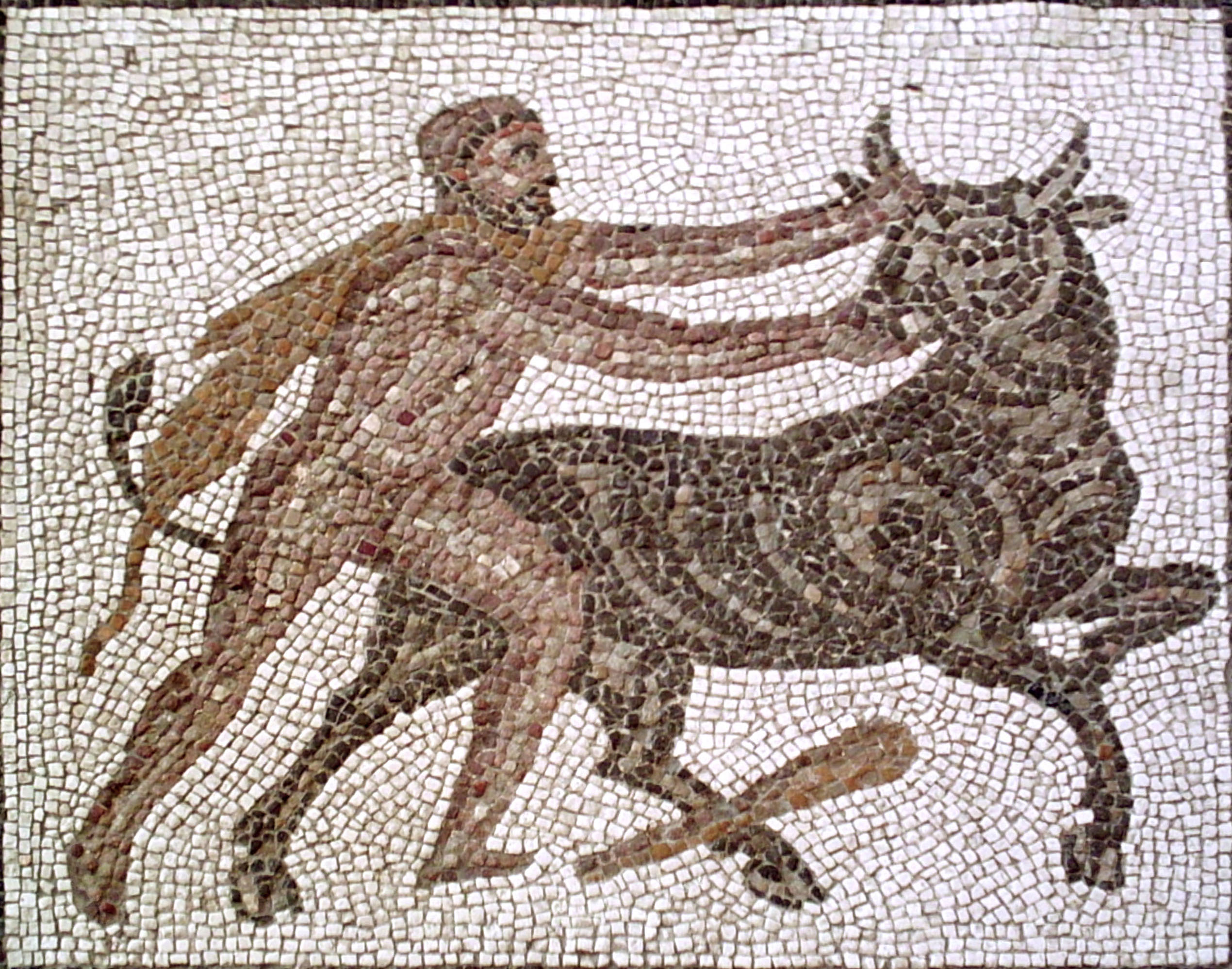
Mosaik aus Llíria, heute im MAN

Hispanien (eingedeutscht) oder Hispania war in der Antike der lateinische Name für die Iberische Halbinsel, besonders für die römische Provinz gleichen Namens (vor allem der Name der betreffenden Diözese in der Spätantike).

## Etymologie
Der Name Hispania rührt möglicherweise von dem phönizischen Ausdruck I-Shapan-im (Land der Schliefer) her, da die Phönizier dort gesichtete Kaninchen für Schliefer hielten, die jedoch dort nie lebten. Einer römisch-mythologischen Deutung (nach Plinius und Plutarch) geht die Bezeichnung auf Pan zurück, der zusammen mit Bacchus Iberien erobert und dann von Bacchus als Statthalter zurückgelassen worden sein soll.
Eine andere Erklärung setzt den Namen in Beziehung zum Abendstern; Hesperia nannten die Alten Griechen das für sie nahezu unerreichbare Land Hispanien am westlichen Ende des Mittelmeeres in Anlehnung an Hesperos (Abendstern), den für den Menschen nicht direkt erreichbaren Planeten Venus, der am westlichen Abendhimmel erscheint.

### Hispania als neue Machtbasis

Phasen der römischen Invasion in der römischen Provinz Hispanien mit der Invasionskampagne von Numancia. Einschließlich der wichtigsten Straßen auf der Iberischen Halbinsel
Eroberung bis 210 v. Chr.
Später unter Octavian
der spätere Kantabrischer Krieg

## Geschichte

### Zeit der römischen Republik
Nachdem die Karthager im Ersten Punischen Krieg (264–241 v. Chr.) Sizilien (Sicilia), Korsika (Corsica) und Sardinien (Sardinia) an die Römer verloren hatten, expandierten sie auf der von Rom nicht beanspruchten iberischen Halbinsel. Fortan bauten die karthagischen Heerführer Hamilkar Barkas, Hasdrubal und Hannibal Hispania als neue Machtbasis und Quasikolonie zwischen 237 und 218 v. Chr. aus. Über die Expansion in Hispanien fand Karthago neue Absatzmärkte und vermochte seine Wirtschaft zu stärken.
Die Expansion blieb Rom und dessen griechischen Verbündeten Emporion (Empúries) und Massalia (Marseille) nicht verborgen, so dass im Ebro-Vertrag des Jahres 226 v. Chr. der Iber als östliche Grenze des karthagischen Einflussgebietes verabredet wurde. Im Jahr 219 v. Chr. nahm Hannibal jedoch die in Hispania gelegene griechische Stadt Saguntum ein, die ein Verbündeter der Römer war. Daraufhin brach der zweite Punische Krieg zwischen Karthago und Rom (218 v. Chr. bis 201 v. Chr.) aus.

Karte der römischen Okkupation von Iberien in der Zeit von 220 v. Chr. bis 19 v. Chr. Sie führt dabei die ungefähren Provinzgrenzen mit an.

Dadurch wurde der Besitz der Küsten Hispaniens zum strategischen Ziel der Römer, um den Karthagern die dortigen Reserven an Menschen und Material zu entreißen. Hannibal marschierte im Frühjahr 218 v. Chr. auf dem Landweg mit ca. 100.000 Soldaten in Richtung Gallien und Italien ab. Zurück blieb eine Reserve von 22.000 Fußsoldaten, 3500 Reitern sowie 52 Kriegsschiffen unter dem Kommando seiner Brüder Mago und Hasdrubal Barkas.
Im Jahr 217 v. Chr. landeten die Römer unter ihrem Feldherrn und Konsul Gnaeus Cornelius Scipio Calvus mit zwei Legionen und 60 Schiffen in Emporion, um Hannibal den Nachschub abzuschneiden. Sein Neffe Publius Cornelius Scipio Africanus vertrieb die Karthager schließlich endgültig aus Hispanien (206 v. Chr.).
Im Jahr 197 v. Chr. wurde die Iberische Halbinsel von den Römern in die Provinzen Hispania citerior und Hispania ulterior (das näherliegende und das weiter entfernte Hispanien) aufgeteilt, wobei ulterior der Süden und der Westen war, citerior der Osten, während der Norden, das heißt, der Landstrich zwischen Pyrenäen und Galicien, bis zur Zeit Caesars unabhängig blieb.

### Römisches Prinzipat und Kaiserzeit
Augustus nannte Hispania citerior im Jahr 27 v. Chr. in Hispania Tarraconensis oder kürzer Tarraconensis um, machte die Provinz dabei zu einer kaiserlichen Provinz und teilte Hispania Ulterior in die Provinzen Lusitania und Baetica, wobei er erstere wiederum sich zueignete, letztere als senatorische Provinz beließ.

### Spätantike

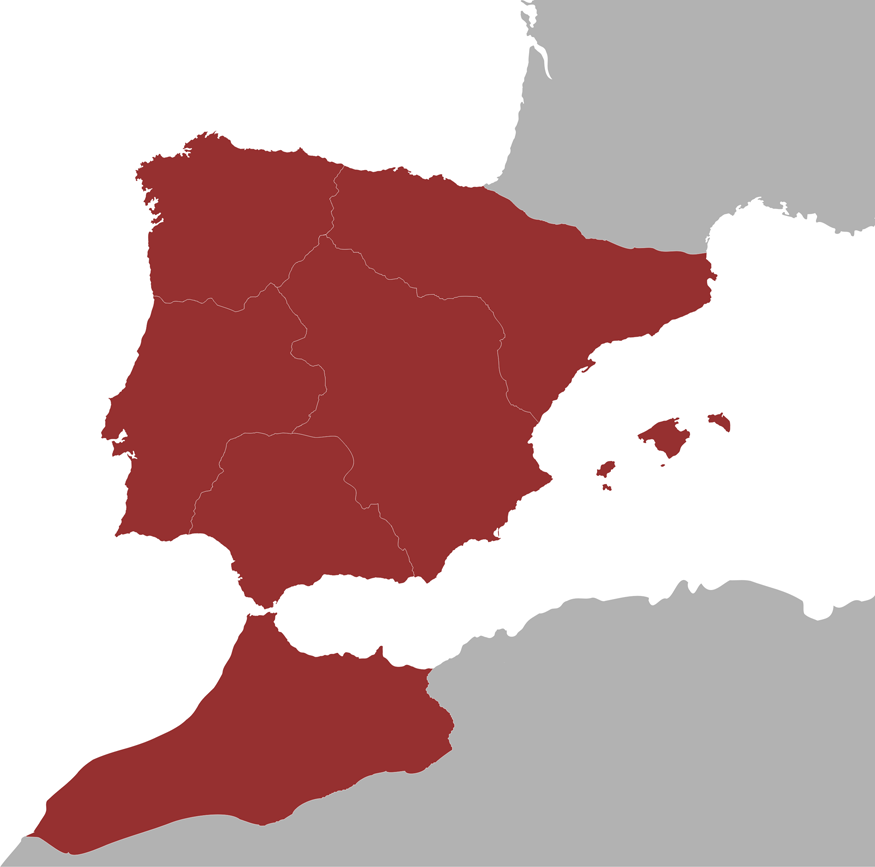
Die spätantike Dioecesis Hispaniae

In der Spätantike wurde die Halbinsel unter Diokletian mit Teilen Nordafrikas zur Diözese XV (Dioecesis Hispaniae) zusammengefasst, wobei die Provinz Tarraconensis in mehrere Teile zerteilt wurde:
1. Baetica
2. Lusitania
3. Gallaecia
4. Tarraconensis inkl. Balearen
5. Carthaginiensis
6. Mauretania Tingitana

Im 5. Jahrhundert n. Chr. ging die Herrschaft in der Hispania von den Römern auf die Sueben und Westgoten über. Dies geschah nicht in einem einzigen Akt, sondern vollzog sich allmählich. Im Jahr 409 kam es zu einer ersten großen Invasion von Sueben, Alanen und Vandalen. Die Römer holten deswegen um 415 die Westgoten unter Athaulf als Verbündete, die schließlich 418 in Aquitanien (Südwestgallien) angesiedelt wurden und um Toulouse ein Königreich bildeten, das Westgotenreich, dessen erste Phase nach seiner damaligen Hauptstadt Tolosa (Toulouse) auch Tolosanisches Reich genannt wird. 456 fielen die Goten erstmals in Hispanien ein, wo sie – nominell im Auftrag des Kaisers Avitus – das Reich der Sueben vernichteten. In den folgenden Jahrzehnten bauten die Westgoten ihren Einfluss in Spanien immer weiter aus, handelten aber offiziell noch auctoritate Romana („in römischem Auftrag“). 460 betrat Kaiser Majorian an der Spitze eines Heeres noch einmal spanischen Boden. Doch 469 rebellierten die Westgoten offen gegen Kaiser Anthemius, und 472 plünderten sie unter Eurich, der das foedus mit Westrom aufgekündigt hatte, die Tarraconensis, die letzte Provinz, die noch offiziell kaiserlicher Kontrolle unterstand. Wohl ab den 490er Jahren gingen sie zu einer dauerhaften Ansiedlung in Spanien über. Damit war die römische Herrschaft in Hispanien zunächst beendet, obwohl sie schon lange vorher dahingeschwunden war.
551/52 allerdings entsandte Kaiser Justinian den patricius Liberius mit einem Expeditionskorps nach Südspanien; diesem gelang es unter Ausnutzung innergotischer Kämpfe, ein Gebiet zu erobern, das in etwa der alten Baetica entsprach. Es wurde vom Kaiser als neue Provinz Spania organisiert, die dortigen Truppen wurden einem magister militum Spaniae unterstellt. Hauptstadt war Carthago Nova. Als es den Westgoten 625 gelang, die Stadt zu erobern, bedeutete dies das endgültige Ende römisch-kaiserlicher Präsenz auf der Iberischen Halbinsel.
Zur nachfolgenden Geschichte siehe Westgotenreich, Geschichte Portugals und Geschichte Spaniens.

## Bevölkerung
Als die Römer im 2. Jahrhundert v. Chr. die Iberische Halbinsel erreichten, hatte sich die iberische Urbevölkerung (vergleiche auch: Basken) bereits seit Jahrhunderten mit Kelten vermischt. Phönizier, karthagische und griechische Kolonisation entlang der Mittelmeerküste seit dem 8. Jahrhundert v. Chr. waren hinzugekommen. Die von den Römern stationierten Legionen erhöhten den kulturellen Mix, schließlich stießen germanische Stämme, Nordafrikaner (Mauren) und Juden hinzu.

## Wirtschaft
Die Halbinsel exportierte Holz, Zinnober, Gold, Eisen, Zinn, Blei, Tonwaren, Marmor, Wein und Olivenöl.

## Religion
Die populärste Gottheit in der römischen Provinz Hispanien war Isis, gefolgt von Magna Mater, der großen Mutter. Die karthagisch-phönizischen Gottheiten Melkart (sowohl ein Sonnen- als auch ein Meergott) und Tanit-Caelestis (eine Muttergottheit, die möglicherweise dem Mond verbunden war) waren ebenfalls populär. Das römische Pantheon verdrängte schnell die ursprünglichen Gottheiten durch Identifikation: Melkart wurde zu Herkules, der lange Zeit bei den Griechen als Variante ihres Herakles galt. Baal-Hammon, der karthagische Hauptgott, spielte ebenfalls eine wesentliche Rolle, so wie die ägyptischen Götter Bes und Osiris.
Im 4. Jahrhundert breitete sich das Christentum jedoch rasch aus.